# Hawker Siddeley Nimrod
Hawker Siddeley Nimrod byl vojenský letoun vyvinutý a postavený ve Spojeném království. Jednalo se o podstatně upravený letoun de Havilland Comet, což bylo první komerční dopravní proudové letadlo na světě. Letoun byl původně zkonstruován společností Hawker Siddeley, což byla následnická společnost firmy de Havilland. V současné době je společnost součástí BAE Systems.
Letoun byl navržen pro britské Královské letectvo (dále jen RAF) jako námořní hlídkový letoun pod označením Nimrod MR1/MR2. Jeho hlavní rolí byl boj proti ponorkám, ačkoliv plnil i úkoly při námořním průzkumu a boji proti povrchovým (hladinovým) cílům. Sloužil od počátku 70. let 20. století až do března 2010. Letouny Nimrod měly být v současné době nahrazeny nyní již zrušeným projektem Nimrod MRA4.
Kromě námořních průzkumných verzí byly postaveny ještě další dvě varianty. RAF první z nich nazvalo Nimrod R1 a sloužila v roli letounu pro provádění elektronické špionáže (ELINT). Druhá varianta Nimrod AEW3 sloužila jako letoun včasného varování v první polovině 80. let 20. století. V této roli nebyl letoun příliš úspěšný a v roce 1986 byl nahrazen letouny Boeing E-3 Sentry.

## Vývoj

### MR1

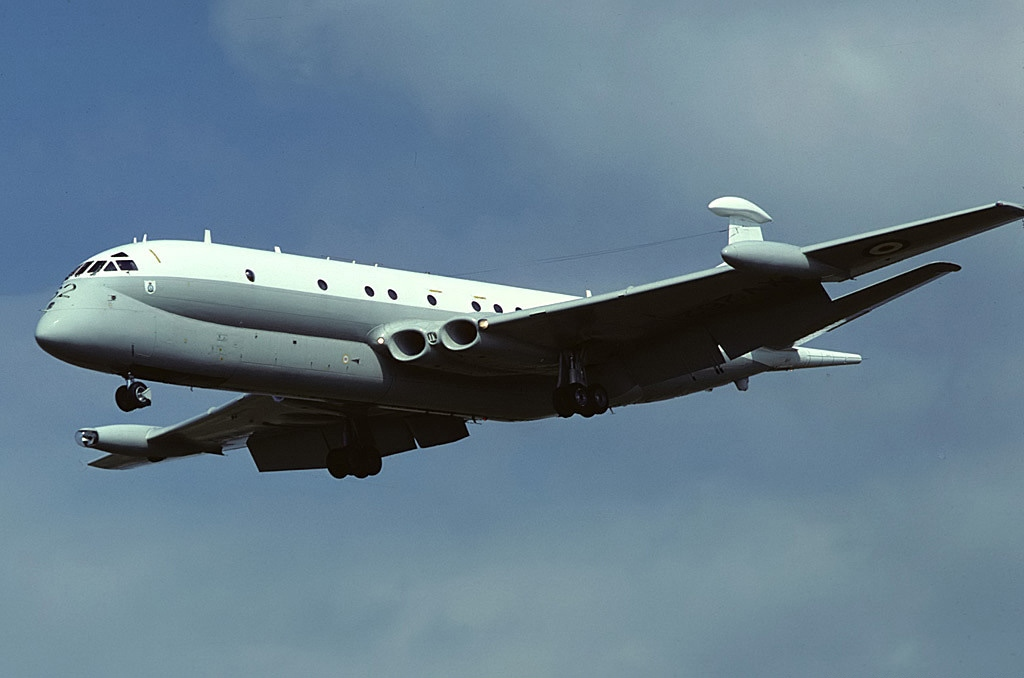
Přistávající Nimrod MR1 XV262 na RAF St Mawgan v červenci 1981

Vývoj hlídkového letounu Nimrod byl zahájen v roce 1964 jako budoucí náhrada za letouny Avro Shackleton. Návrh letounu Nimrod byl založen na civilním letounu Comet 4, který se v komerční oblasti neprosadil (první dva letouny RAF byly postaveny z nedokončených letounů Comet). Proudové motory letounu Comet byly nahrazeny dvouproudovými motory Rolls-Royce Spey pro hospodárnější využití paliva, a to zvlášť při letech v malých výškách, které jsou běžné u námořních hlídkových strojů. Také na trupu letounu byly provedeny podstatné změny. Ty zahrnovaly instalaci vnitřní pumovnice, zvětšený nos letounu kvůli instalaci radaru, nová svislá ocasní plocha se senzory pro elektronický boj, které byly umístěny pod velkým vypouklým krytem v horní části svislé ocasní plochy, a detektor magnetických anomálií (MAD) v „žihadle“ na zádi letounu. Poté, co letoun poprvé vzlétnul v květnu 1967, RAF objednalo 46 strojů Nimrod MR1. První letoun (XV230) vstoupil do služby v říjnu 1969. Nakonec bylo letouny MR1 vybaveno pět perutí RAF.

### R1

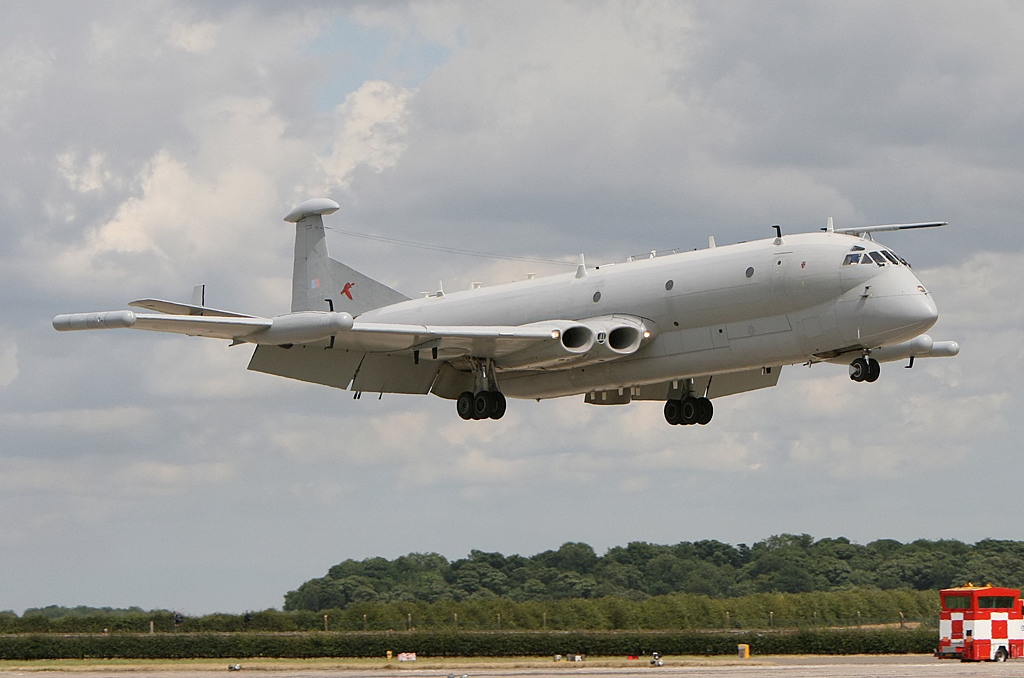
Nimrod R1 XW665 na základně RAF Waddington v roce 2009

Tři letouny Nimrod byly upraveny do role letounů k provádění špionáže pomocí radiového odposlechu (SIGINT) k nahrazení letounů Comet C2 a Canberra u 51. perutě v květnu 1974. Letoun verze R1 se vizuálně odlišoval od verze MR2 především tím, že postrádal detektor magnetických anomálií (MAD). Letoun byl vybaven řadou otočných antén v pumovnici letounu, další elektronické vybavení bylo namontováno v kuželu na ocase letounu a konečně i na přední straně křídel na špici palivových nádrží. Letoun měl 5 členů vlastní posádky (2 piloti, palubní inženýr a 2 navigátoři) a až 23 operátorů špionážního vybavení letounu.
Úkoly těchto letounů byly oficiálně potvrzeny až s koncem Studené války. Jeden letoun R1 byl ztracen při letecké nehodě v květnu 1995 během letových zkoušek po provedené velké údržbě na základně RAF Kinloss. Jako náhrada za tento letoun byl vybrán jeden stroj MR2, který byl podstatně upraven do standardu R1 v závodě Woodford společnosti BAE Systems. Tento letoun vstoupil do služby v prosinci 1996.
Jeden letoun Nimrod R1 měl základnu na základně RAF Waddington v Lincolnshire (Anglie) v rámci 51. perutě RAF. Dva zbývající letouny R1 měly být podle plánu vyřazeny v březnu 2011, ale operační potřeba donutila RAF přemístit jeden z nich 16. března na základnu Akrotiri na Kypru, aby podporovaly operaci Ellamy (britská účast během zásahu NATO v Libyi v roce 2011). Poslední let tohoto typu letounu se uskutečnil 28. června 2011 na základně RAF Waddington. Letoun XW664 byl 12. července 2011 přepraven do aeroparku na letišti East Midlands Airport jako exponát pro veřejnost, přičemž byly odstraněny utajované přístroje.
Letouny R1 mají být nahrazeny americkými stroji Boeing RC-135, které původně sloužily u USAF jako letouny KC-135. Letouny jsou u RAF známy pod označením „Air Seeker“. Všechny tři letouny „Air Seeker“ budou dodány mezi roky 2014 a 2018.

### MR2

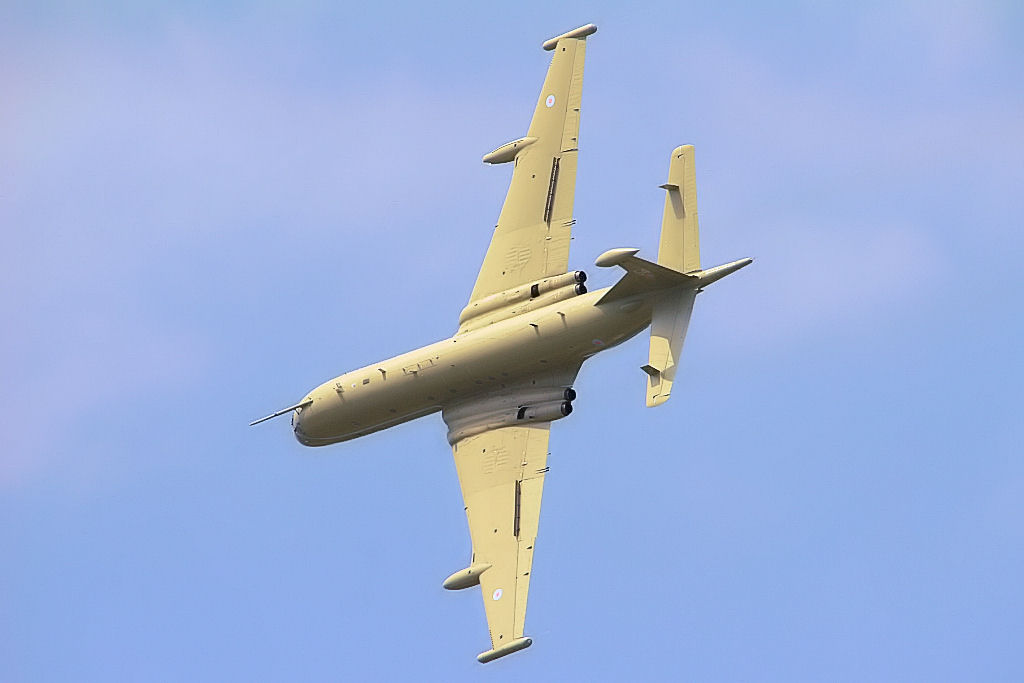
Nimrod MR2 (XV254) v roce 2006 na Royal International Air Tattoo

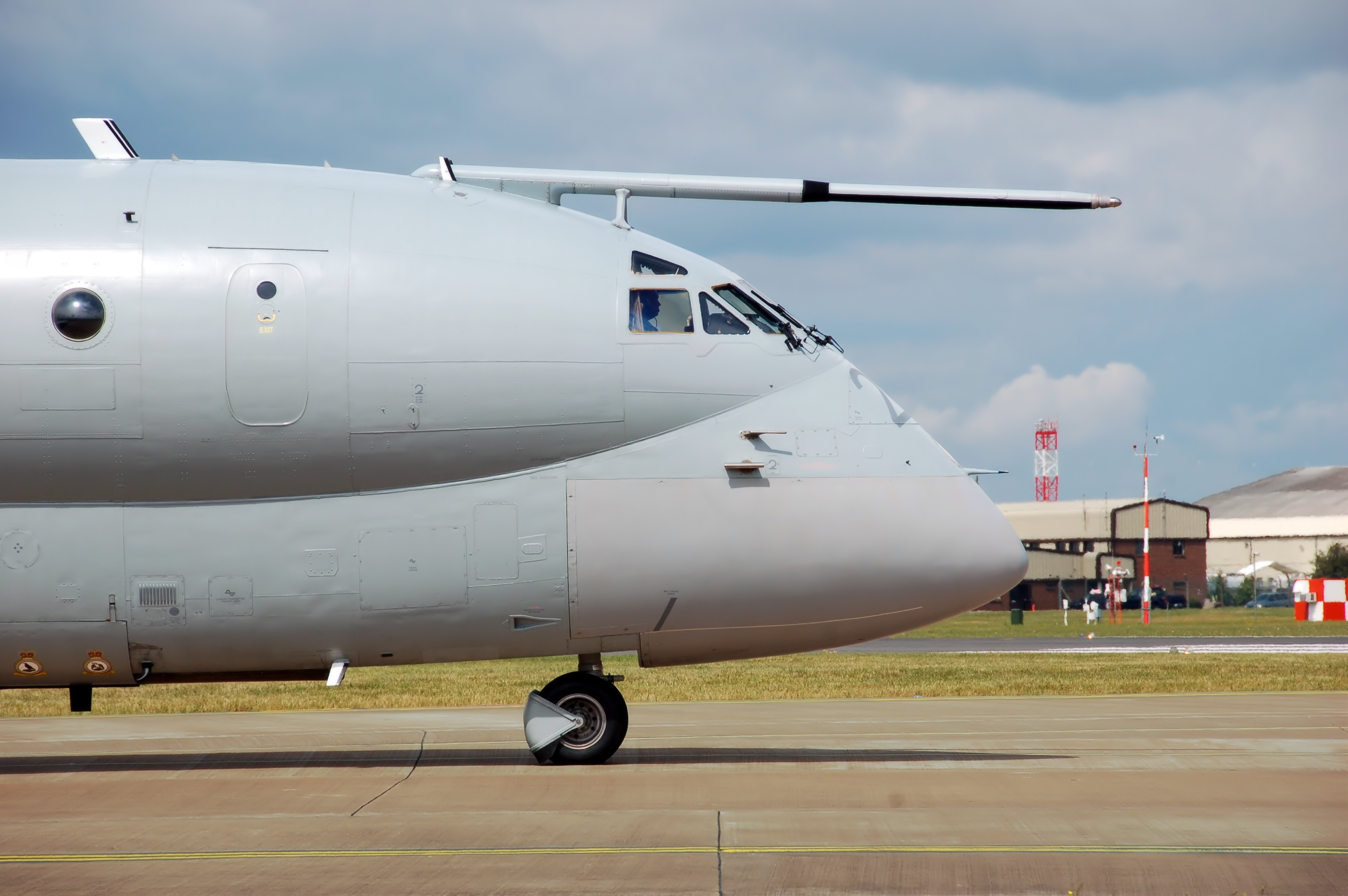
Nos letounu Nimrod MR2, 2009

Od roku 1975 byla zahájena úprava 35 letounů na vylepšenou verzi MR2. Tyto letouny začaly přicházet do služby od srpna 1979. Vylepšení zahrnovalo rozsáhlou modernizaci elektronického vybavení. Změny zahrnovaly nahrazení zastaralého radaru ASV Mk 21, který byl používán letouny Shackleton a Nimrod MR1, novým vyhledávacím radarem, novým akustickým procesorem schopným zpracovávat data z většího počtu moderních sonarových bójí a další elektronické vybavení v kontejnerech na koncích křídel. Během války o Falklandy některé letouny dostaly zařízení pro tankování paliva za letu (letouny byly označeny MR2P) a také závěsy pro střely vzduch-vzduch AIM-9 Sidewinder, které měly být použity proti argentinským letounům Boeing 707, které sloužily v roli námořních hlídkových a průzkumných letadel. Nakonec bylo zařízení pro tankování za letu přidáno na všechny letouny a písmeno „P“ bylo z označení letounu odebráno.
Další úprava byla provedena během války v Perském zálivu v roce 1991. Malý počet letounů MR2 byl vybaven vylepšeným datovým spojením „Link 11“, vylepšenou výbavou pro elektronický boj a dopředu zabírající infračervenou věžičkou pod pravým křídlem. Tyto modifikované letouny byly známé pod označením MR2P(GM) (Gulf Mod).
Letouny Nimrod MR2 sloužily ve třech hlavních rolích – boj proti ponorkám (ASW), boj proti povrchovým (hladinovým) cílům (ASUW) a pátrání a záchrana (SAR). Jejich prodloužený dolet umožňoval posádce monitorovat námořní prostor daleko na sever a až 4 000 km na západ do Atlantského oceánu. Při použití tankování ve vzduchu jejich dolet a vytrvalost ve vzduchu pochopitelně ještě dramaticky vzrostly. Letouny MR2 používal pro boj s ponorkami řadu senzorů a přístrojů pro zpracování dat, které byly propojeny se zbraňovými systémy. Mimo zbraní a sonarových bójí nesl letoun i vyhledávací světlomet, který byl namontován v pravém křídle a sloužil pro vyhledávací a záchranné operace (SAR).
Posádka se skládala ze dvou pilotů, jednoho palubního inženýra, dvou navigátorů (jeden taktický a jeden běžný navigátor), jeden letecký důstojník pro elektronické systémy (Air Electronics Officer (AEO)), 2 operátoři sonarových bójí (WSOp ACO) a 4 operátoři zbraňových systémů (WSOp EW), kteří obsluhovali pasivní i aktivní elektronické systémy. Dva WSOp byli používáni i jako pozorovatelé u bočních oken letounu. Letoun MR2 měl nejdelší pumovnici ze všech letounů NATO.
Letouny Nimrod MR2 měly svou základnu v Kinloss ve Skotsku a působily v rámci 201., 120. a 42. perutě RAF. Letouny Nimrod MR2 byly z finančních důvodů staženy ze služby 31. března 2010, což bylo o rok dříve, než bylo původně plánováno. Poslední oficiální let letounu Nimrod MR2 byl proveden 26. května 2010, kdy byl letoun XV229 přepraven ze základny RAF Kinloss na mezinárodní letiště Kent (Manston v Kentu), kde má sloužit k výcviku evakuace z letounů v nebezpečí.

### AEW3

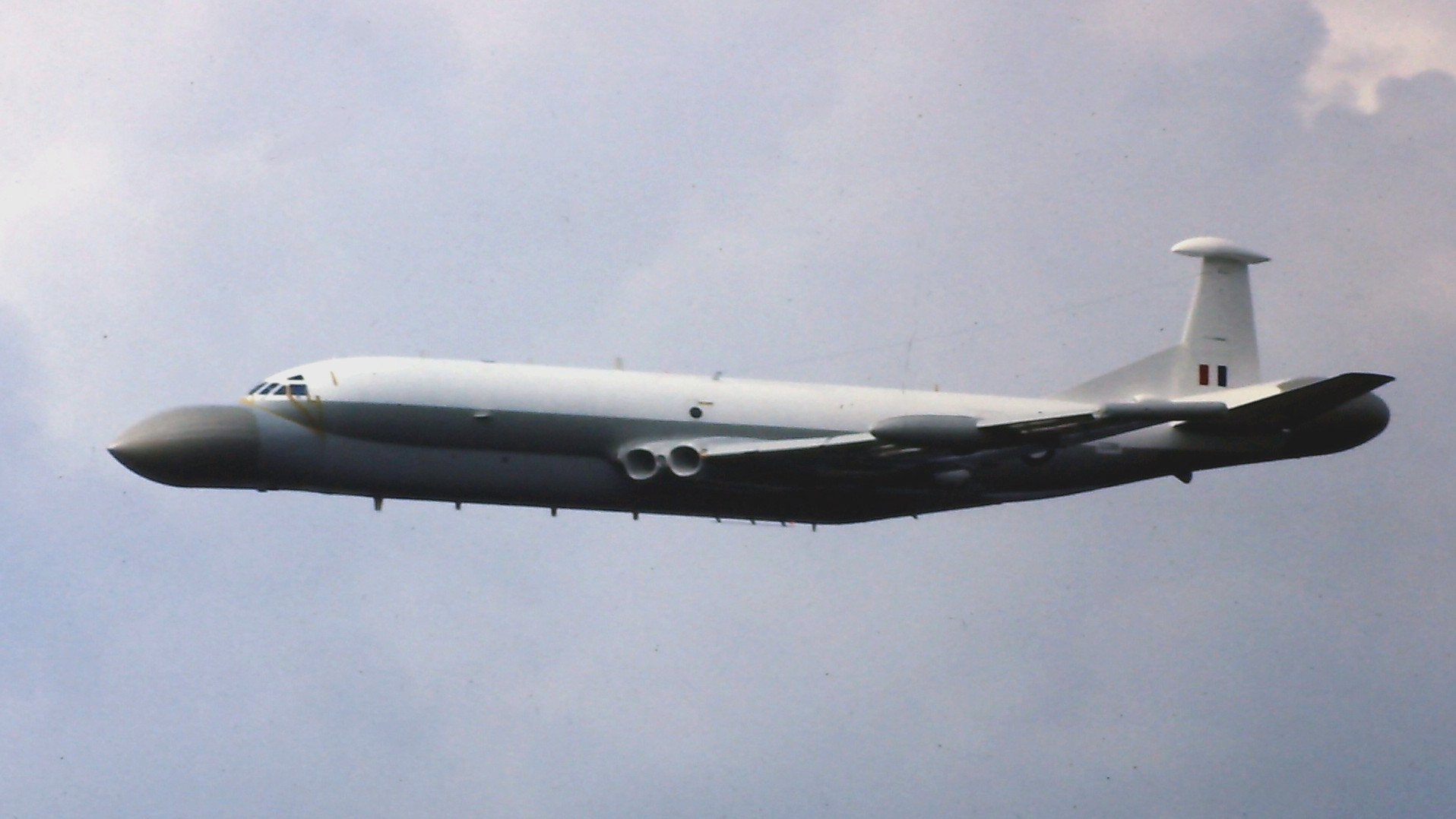
Nimrod AEW3

V polovině 70. let 20. století bylo rozhodnuto o tom, že upravené letouny Nimrod budou sloužit v roli letounů včasného varování (Airborne Early Warning (AEW)). Opět měly nahradit pístové stroje Shackleton AEW.2 odvozené od strojů Avro Lancaster. Jedenáct existujících strojů bylo upraveno u společnosti British Aerospace v bývalém závodě zaniklé společnosti Avro ve Woodfordu. Stroj byl vybaven radary GEC Marconi v prodlouženém nose letounu a v ocasní části. Projekt Nimrod AEW3 byl sužován překročením plánovaných nákladů a problémy s použitým počítačem GEC 4080M. Nakonec britské ministerstvo obrany uznalo, že cena za vývoj nového radarového systému je příliš vysoká a výsledek je nejistý. Proto byl projekt v prosinci 1986 zrušen. RAF místo těchto letounů nakonec obdrželo 7 letounů Boeing E-3 Sentry.

### MRA4

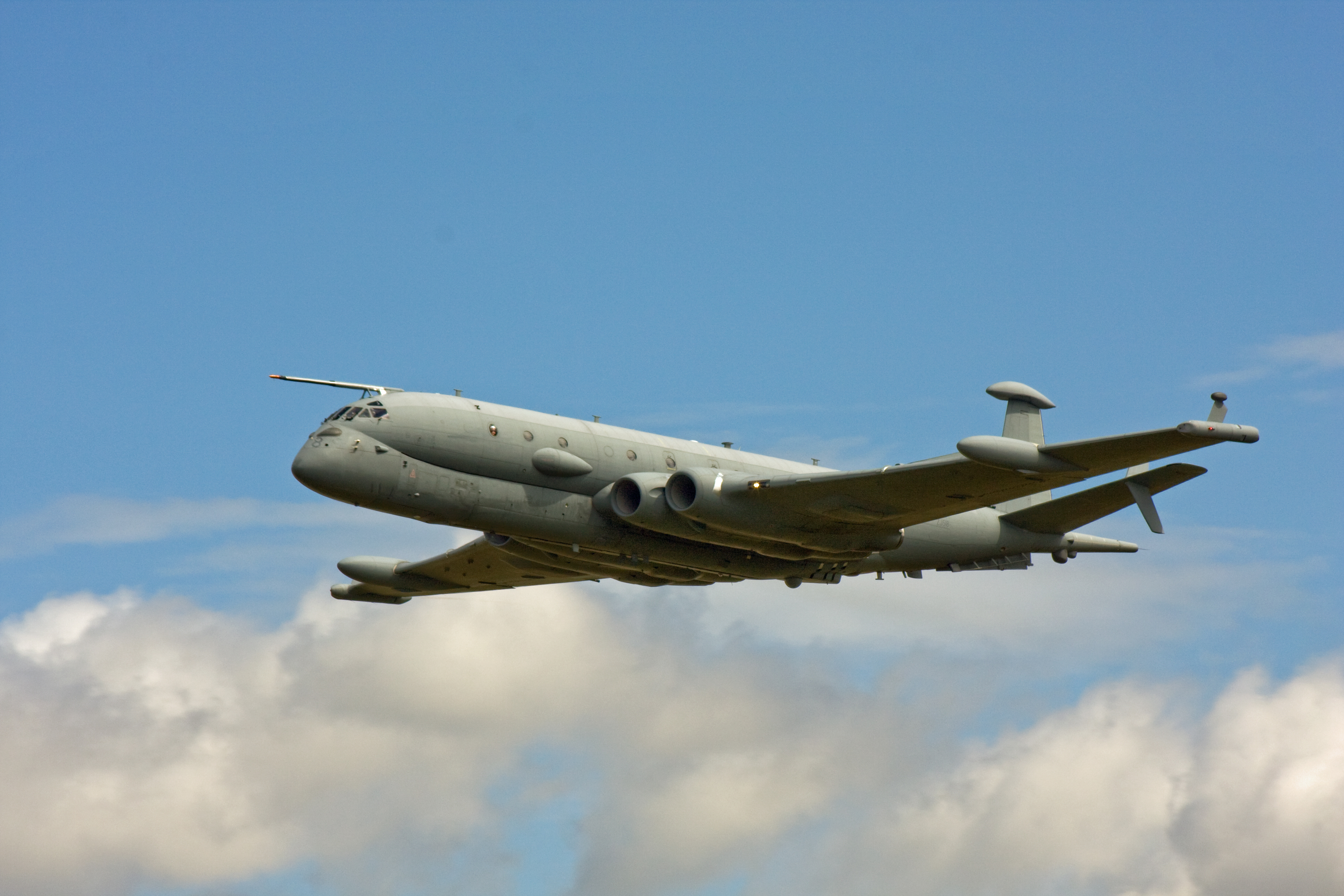
BAE Systems Nimrod MRA4

Letoun Nimrod MRA4 byl plánován jako náhrada za letouny MR2. Byl to úplně nový letoun s moderními dvouproudovými motory Rolls-Royce BR710, novým větším křídlem a plně přepracovaným trupem. Avšak projekt postihlo několik zdržení, nárůst ceny a opakované projednávání. Nakonec byl v roce 2010 zrušen v důsledku úsporných opatření britské vlády. Prototyp letounu, do kterého byla investována miliarda liber, byl sešrotován.

## Letová charakteristika
Nimrod byl prvním proudovým námořním hlídkovým letounem. Dřívější typy těchto letounů používaly pístové nebo turbovrtulové motory, které mají lepší využití paliva a umožňují delší hlídkové lety v nízkých letových hladinách, příkladem je letoun Lockheed P-3 Orion. Proudové motory jsou ekonomičtější ve velkých výškách, naopak v nízkých letových hladinách jejich spotřeba roste. Letouny Nimrod se proto přemísťovaly do operační oblasti ve velké výšce a velkou rychlostí v porovnání s dřívějšími typy, a až při dosažení cílové oblasti letouny sestupovaly do pracovní výšky nad hladinou moře.
Při hlídkování s plně naloženým letounem letoun létal na všechny čtyři motory, ale když se spotřebovala část paliva a hmotnost letounu klesla, býval vypnut nejprve jeden a poté i druhý motor. To vedlo k tomu, že zbývající motory mohly běžet na vyšších účinnějších otáčkách, než aby všechny motory běžely na méně účinných otáčkách, kde je využití paliva horší. Letoun byl vybaven systémem „rychlého startu“ vypnutých motorů pro případ potřeby znovu nastartovat vypnuté motory. Při návratu na základnu ve vysoké výšce byly opět používány všechny motory.

## Operační historie

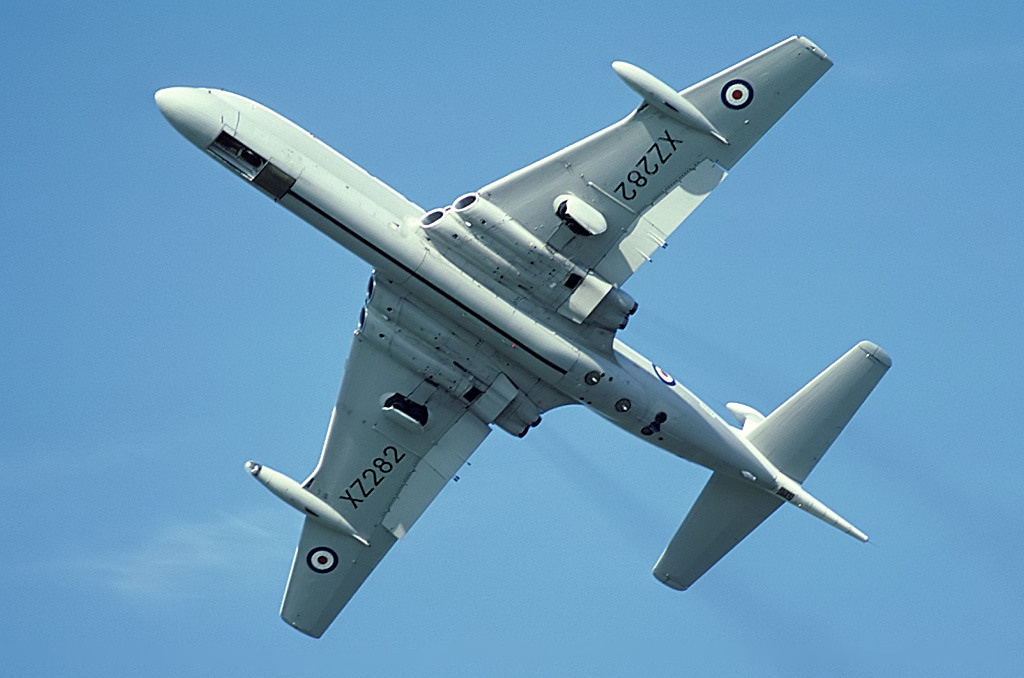
Nimrod MR1 za letu, 1978

První posádky, které byly převeleny na nové Nimrody z pístových letounů Avro Shackleton, nebyly letouny příliš nadšeny. Hlavně proto, že jeho senzory byly jen nepatrně lepší než u starých Shackletonů. Ve skutečnosti byla většina senzorů úplně stejná, i když měl letoun nový digitální počítač. Letouny Nimrod sloužily během tzv. „Tresčích válek“ mezi Islandem a Spojeným královstvím ohledně práv rybolovu. Během falklandské války několik Nimrodů pročesávalo moře a hledalo nepřátelské ponorky. Letouny se účastnily i války v Zálivu (1990/1991), operací NATO proti Srbsku (1999), války v Iráku (od roku 2003), války v Afghánistánu a operací v Libyi v roce 2011. Letouny se také podílely na britských vyhledávacích a záchranných operací (SAR) v Severním moři.

### Falklandská válka
Letouny Nimrod byly nejprve 5. dubna 1982 umístěny na letiště Wideawake na ostrově Ascension, aby byly používány k místnímu hlídkování kolem ostrova Ascension, tak aby jej chránily proti možným argentinským útokům, a aby doprovázely britskou invazní flotilu, která se plavila na jih k Falklandským ostrovům. Letouny Nimrod byly také používány k vyhledávacím a záchranným akcím (SAR) a zajišťovaly spojení během operace Black Buck, což byly bombardovací akce letounů Avro Vulcan.
Přidání zařízení pro tankování paliva ve vzduchu umožnilo i působení letounů v okolí Falklandských ostrovů. Letouny byly při těchto akcích vyzbrojeny klasickými bombami o hmotnosti 450 kg (1 000 liber), kazetovými pumami BL755 a střelami vzduch-vzduch AIM-9 Sidewinder. Plány osadit letouny protilodními střelami Harpoon se do konce války neuskutečnily. Použití tankování paliva za letu vedlo k extrémně dlouhým průzkumným letům. Mezi ně patřil i let trvající 19 hodin a 15 minut, který se uskutečnil 15. května 1982. Během tohoto letu se letoun přiblížil na 97 km k argentinskému pobřeží, aby potvrdil, že argentinská plavidla se nevydala na moře. Nejdelší let za celou falklandskou válku se uskutečnil v noci z 20. na 21. května 1982, přičemž letoun urazil 13 609 km. Letouny Nimrod odlétaly během války 111 misí, během kterých podporovaly britské operace na Falklandách z ostrova Ascension.

### Válka v Zálivu

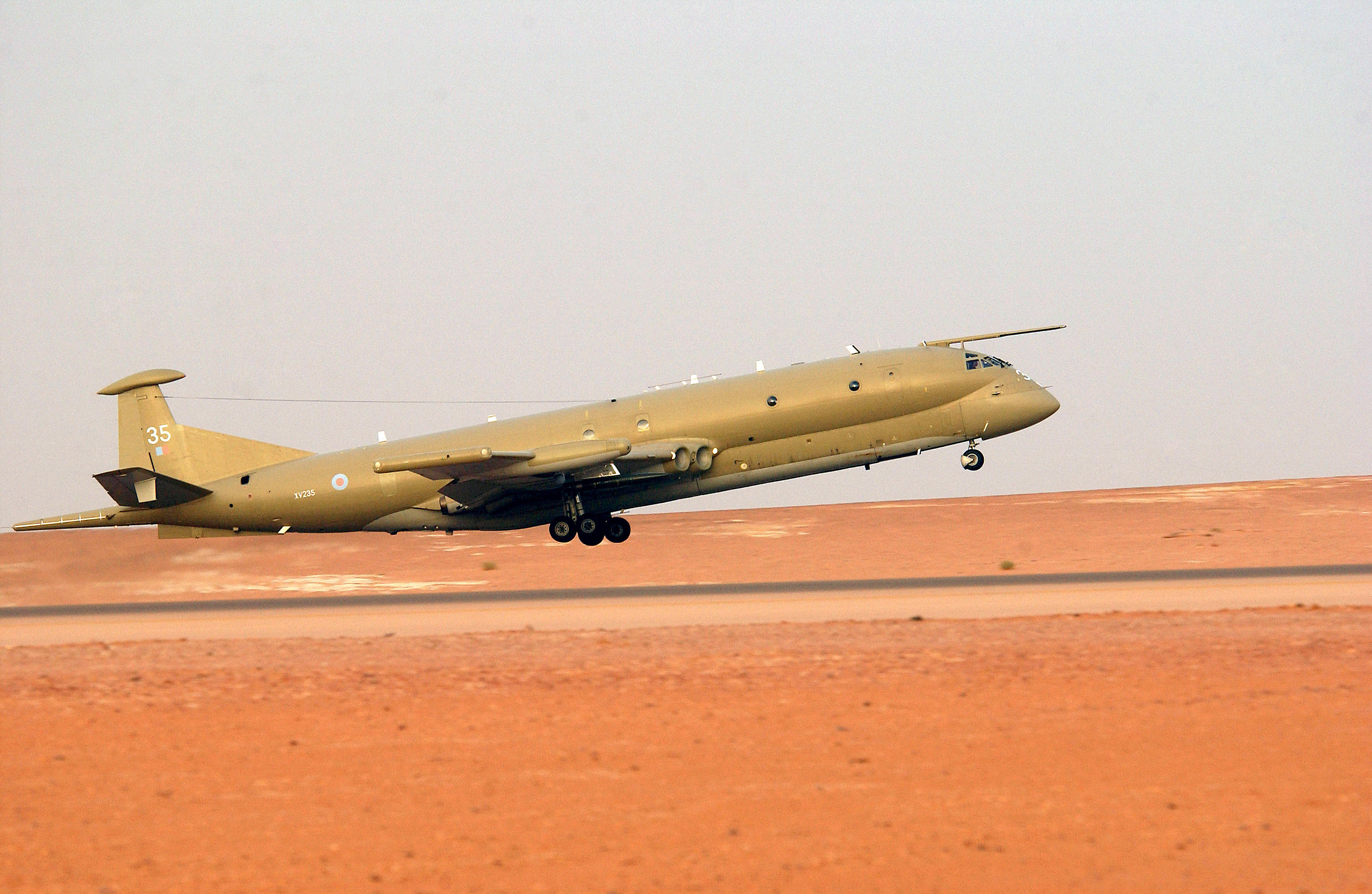
Letouny Nimrod se často objevovaly na blízkém východě

V srpnu 1990 byly tři letouny Nimrod MR2 přemístěny do Síbu v Ománu jako reakce na iráckou invazi do Kuvajtu. Letouny začaly provádět hlídkové lety nad vodami Ománského zálivu a Perského zálivu. Po zahájení bojových akcí bylo v té době již pět Nimrodů převedeno na noční akce, zatímco denní akce prováděly americké letouny Lockheed P-3 Orion. Letouny Nimrod byly používány k navádění vrtulníků Westland Lynx a letounů Grumman A-6 Intruder při útocích proti iráckým hlídkovým plavidlům. Letouny se podílely na potopení nebo poškození 16 iráckých lodí.
51. peruť s letouny R1 byla převelena na základnu RAF Akrotiri na Kypru ihned po irácké invazi do Kuvajtu. Letouny z této základny působily od srpna 1990 do března 1991. Letouny byly v té době vybaveny výmetnicemi klamných cílů a výmetnicemi světlic.

### Válka v Afghánistánu a Iráku
Nimrody byly opět umístěny na Střední východ jako součást britského příspěvku do Američany vedených koaličních sil při invazi do Afghánistánu v roce 2001. Zde prováděly dlouhé hlídkové lety nad pevninou, což bylo rozšíření jejich běžné činnosti nad mořem. Vypuknutí války v Iráku v březnu 2003 znamenalo rozšíření působnosti Nimrodů i nad Irák. Letouny používaly své senzory ke zjišťování nepřátelských sil a naváděly koaliční letecké síly na tyto cíle.

### Vyhledávací a záchranné akce
Zatímco byly letouny Nimrod MR1/MR2 v činné službě, vždy střídavě jeden letoun z každé perutě byl k dispozici pro pátrací a záchranné akce (SAR), přičemž byl udržován v pohotovostním režimu. Pohotovostní letouny nesly v pumovnici dvě sady záchranného vybavení pro přežití na moři (Lindholme Gear). Obvykle i jeden další Nimrod nesl při cvičných letech tuto záchrannou sadu. Tyto letouny používaly své senzory k vyhledávání letounů a lodí v nouzi. Byl používán i k vyhledávání přeživších ve vodě, přičemž byl schopen prohledat oblast až 52 000 km². Jeho hlavním úkolem obvykle bylo účinkovat jako záchranný koordinátor, přičemž řídil lodě, klasické letouny a vrtulníky v oblasti, kde probíhalo pátrání.
Jelikož se letouny podílely na pátracích a záchranných akcích, objevovaly se často v médiích v souvislosti s rozsáhlými záchrannými akcemi. V srpnu 1979 se letouny Nimrod podílely na rozsáhlé záchranné akci, při katastrofě během závodu jachet „Fastnet race“, při kterém bylo zničeno několik set jachet a zahynulo 15 lidí. Letouny Nimrod tehdy koordinovaly záchranné vrtulníky. Když se v březnu 1980 převrátila norská ropná plošina Alexander L. Kielland, přičemž zahynulo 123 lidí, pomáhalo 6 dalších Nimrodů při pátrání po přeživších. Letouny koordinovaly pátrání 80 lodí a 20 britských a norských vrtulníků. Toto řízení bylo zvlášť důležité, když se zhoršila viditelnost. To jsou jen dva z mnoha případů, kdy se letouny podílely na SAR akcích.

### Pobřežní „Tapestry“

Letouny Nimrod v RAF Kinloss, 1999

„Tapestry“ (tapisérie, čalounění) je britský kódový název pro námořní a letecké aktivity Spojeného království pro ochranu teritoriální vod Spojeného království, což zahrnovalo ochranu rybářských práv a těžby ropy a zemního plynu. Po ustanovení tzv. exkluzivních ekonomických zón (EEZ) sahajících až 200 námořních mil (370 km) od pobřeží v roce 1977, začala flotila Nimrodů hlídkovat nad touto oblastí, která měla rozlohu 700 000 km². Letoun mohl lokalizovat, identifikovat a vyfotografovat každé plavidlo působící v EEZ. Celá oblast byla běžně kontrolována každý týden s tím, že každé plavidlo bylo vyfotografováno. Letouny také kontrolovaly a komunikovaly s těžními plošinami na ropu a zemní plyn. Během tzv. Tresčích válek s Islandem v letech 1972 a 1975–1976 spolupracovaly letouny Nimrod s Královským námořnictvem při ochraně britské rybářské flotily.

## Nehody a incidenty
Celkem pět letounů Nimrod bylo ztraceno při nehodách. Následuje jejich popis:
- 17. listopadu 1980 havaroval letoun Nimrod MR2 (XV256) poblíž základny RAF Kinloss poté, co vypověděly službu 3 motory po nasátí hejna ptáků. Oba piloti zahynuli, ale dalších 18 členů posádky se zachránilo.[30]

- 3. června 1984 byl letoun Nimrod MR2 (XV257) ze základny RAF St Mawgan poškozen rozsáhlým požárem po vznícení průzkumných světlic v pumovnici během letu. Letoun se bezpečně vrátil na základnu, ale pro rozsáhlé poškození byl odepsán. Nehoda se obešla bez ztrát na životech.[31]

- 16. května 1995 letoun Nimrod R1 (XW666) ze základny RAF Waddington nouzově přistál ve vodách Moray Firth 7,2 km od Lossiemouth poté co jeden z motorů zachvátily plameny během testovacího letu po opravě v RAF Kinloss. Ministerstvo obrany zjistilo během vyšetřování řadu technických problémů. Událost se obešla bez obětí na životech.[32]

- 2. září 1995 havaroval letoun Nimrod MR2 (XV239) v jezeře Ontario během účasti na leteckém dnu „Canadian International Air Show“. Při nehodě zahynulo všech sedm členů posádky.[33][34]

- 2. září 2006 letoun Nimrod MR2 (XV230) havaroval poblíž Kandaháru v Afghánistánu. Při nehodě zahynulo všech 14 osob na palubě, což byly největší britské ztráty během jediného dne od války o Falklandské ostrovy. Jednalo se první letoun Nimrod, který vstupoval do služby jako MR1, ale v 80. letech 20. století byl přestavěn do verze MR2.[35] 23. února 2007 britské ministerstvo obrany zakázalo lety všech letounů MR2 dokud nebude provedena důkladná kontrola jejich palivových čerpadel. Ministerstvo obrany zdůraznilo, že to nemusí nutně souviset s havárií v Afghánistánu.[36]

- 5. listopadu 2007 si posádka letounu Nimrod (XV235) během mise nad Afghánistánem všimla, že během doplňování paliva dochází k jeho úniku.[37] Posádka letounu vyslala nouzový signál, ale dokázala s letounem bezpečně přistát. Mimořádná událost nastala jen měsíc před vydáním zprávy o nehodě letounu XV230 z 2. září 2006, která se pravděpodobně stala za podobných okolností. RAF následně zrušilo tankování za letu tohoto typu letounu.

## Varianty
MR1
První verze námořního hlídkového letounu.
R1
Špionážní verze letounu.
MR2
Druhá verze námořního hlídkového letounu.
AEW3
Letouny včasné výstrahy.
MRA4
Plánovaná varianta.

## Uživatelé
Spojené království
- Royal Air Force (RAF).

## Specifikace

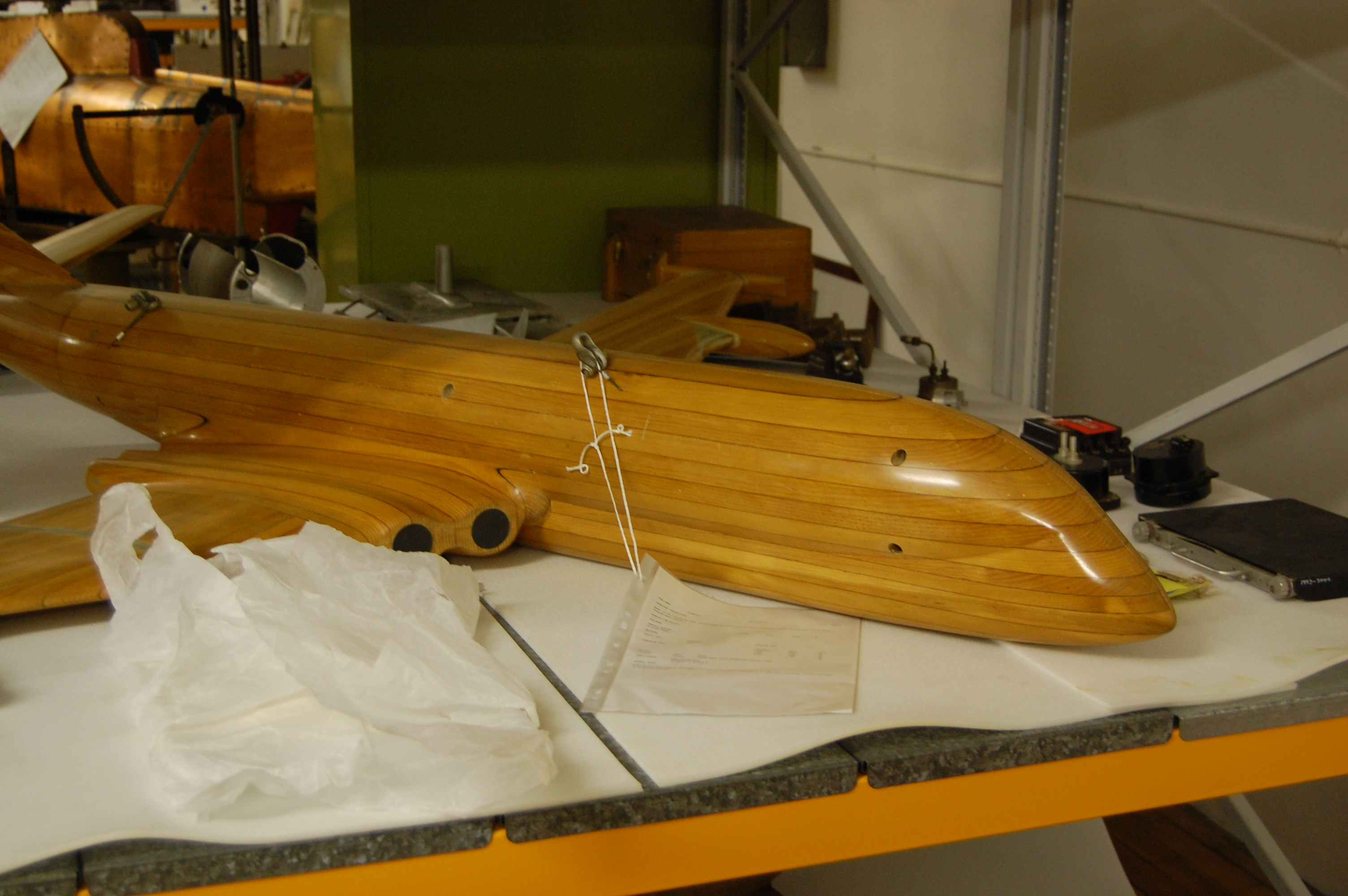
Dřevěný model letounu Nimrod používaný při testech v aerodynamickém tunelu

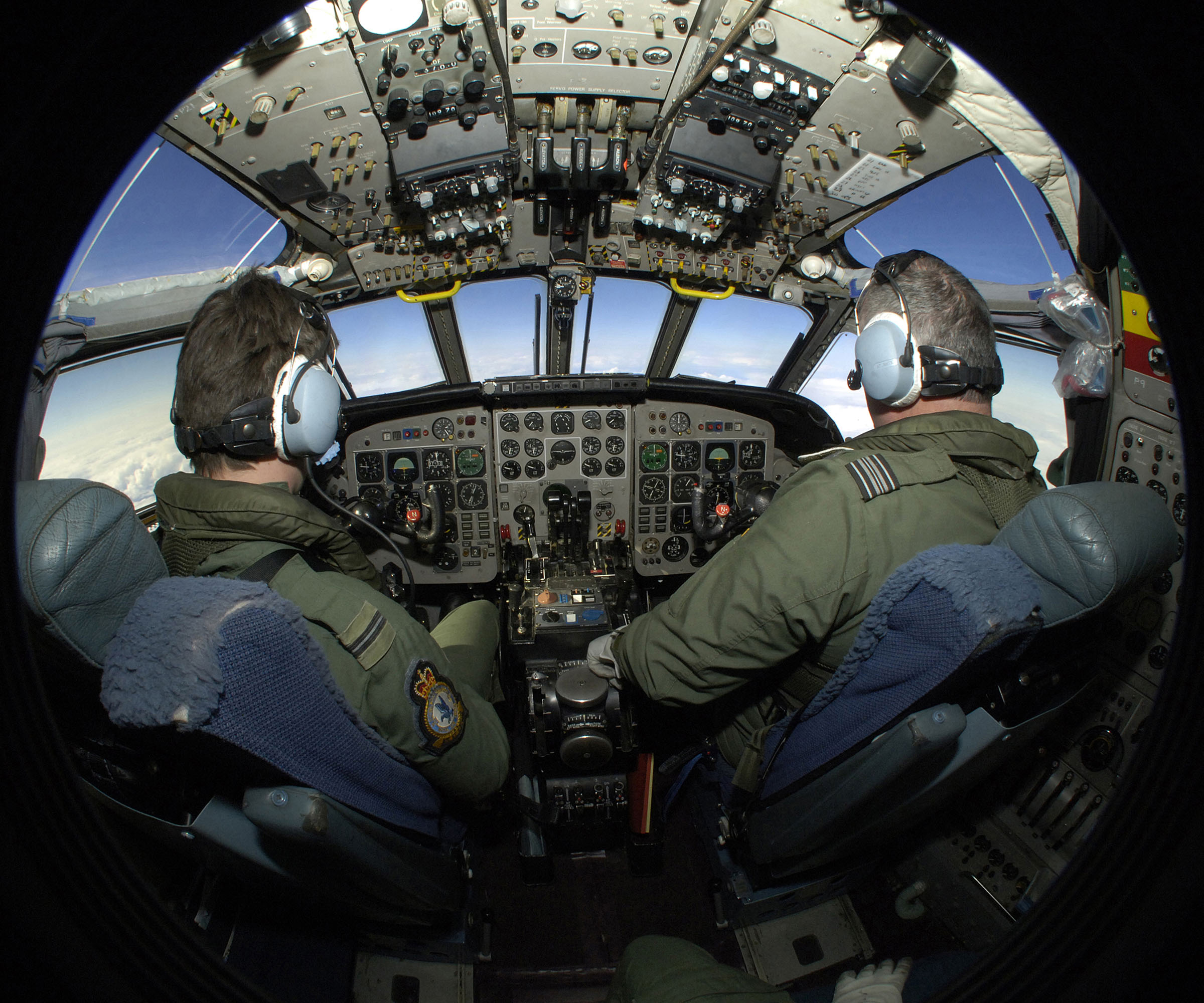
Paluba Nimrodu, květen 2006

Technické údaje pocházejí z publikace „Combat Aircraft since 1945“.

### Technické údaje
- Posádka: 12
- Kapacita: 24
- Užitečný náklad: 6 123 kg
- Rozpětí: 35,0 m
- Délka: 38,65 m
- Výška: 9,14 m
- Nosná plocha: 197,05 m²
- Plošné zatížení: 442 kg/m²
- Prázdná hmotnost: 39 009 kg
- Max. vzletová hmotnost: 87 090 kg
- Pohonná jednotka: 4x dvouproudový motor Rolls-Royce Spey
- Tah pohonné jednotky: 54,09 kN

### Výkony
- Cestovní rychlost: 787 km/h (490 mph) ve výšce ? m
- Maximální rychlost: 923 km/h (575 mph) ve výšce ? m
- Dolet: 8 340 – 9 265 km
- Dostup: 13 411 m (44 000 stop)
- Stoupavost: ? m/s (? m/min)

### Výzbroj
- 2x závěs pod křídly a vnitřní pumovnice s kapacitou až 9 100 kg výzbroje zahrnující:
  - Střely vzduch-vzduch
    - 2x střela AIM-9 Sidewinder (nebyla běžně ve výzbroji, používaly se ve válce o Falklandy)

  - Střely vzduch-země (hladina)
    - Nord AS.12, Martel, AGM-65 Maverick, AGM-84 Harpoon

  - Bomby
    - Hlubinné pumy, do roku 1992 jaderné hlubinné pumy B57 (vlastněné Spojenými státy)[39][40]

  - Ostatní
    - Torpéda Mk.46 a Sting Ray, námořní miny a sonarové bóje

#### Související vývoj
- de Havilland Comet

#### Podobná letadla
- Boeing P-8 Poseidon
- Breguet Atlantic
- Iljušin Il-38
- Kawasaki XP-1
- Lockheed P-3 Orion